# Ulla Terkelsen
Ulla Terkelsen (født Staalby 15. maj 1944 i Aarhus) er en dansk journalist og udenrigskorrespondent. Terkelsen taler flydende dansk, engelsk, tysk, fransk og polsk.

## Historie
Hun blev døbt i Sankt Pauls Kirke.
Ulla Terkelsen er student fra Aarhus Katedralskole 1963 og uddannet ved Demokraten i Aarhus (1964-67) kombineret med studieophold ved universitetet i Warszawa i Polen (1963-64). Hun var fra 1967 til 1987 journalist og korrespondent i København, London og Washington for bl.a. Danmarks Radio (1978-1984).
Fra 1987 og fem år frem var hun nyhedschef for TV 2. Fra 1992 opholdt hun sig i Bruxelles og Berlin i otte år, og siden boede hun i London som international korrespondent for TV 2. Fra 2009 bemandede hun stationens kontor i Kabul i Afghanistan på skift med TV 2's Simi Jan og Rasmus Tantholdt. 
Ulla Terkelsen boede i London 1967-1976 og 2000-2008, senere i Paris, hvorfra hun blandt andet har dækket terrorangrebene i 2015, og siden 2017 bosat i Cannes.
Hun rapporterer desuden jævnligt fra Storbritannien, Tyskland og Italien. Hun er desuden kommentator ved danske og udenlandske kongelige begivenheder på TV 2.
Ulla Terkelsen var gift med Svend Terkelsen 1963-65 og med Guy Patrick Hawtin 1967-1971, med hvem hun har sønnen Nicholas Hawtin (født 1968), hendes eneste barn. I 30 år var hun partner med Jørgen Grunnet indtil hans død i 2009.
Ulla Terkelsen har modtaget flere udmærkelser, og hun modtog i 2007 Publicistprisen. Hun var en del af Michael Meyerheims panel i TV 2-programmet Spørg Charlie. Hun er ridder af Dannebrog.
Hun lagde i 2002 navn til et teaterstykke på Aveny-T, og i 2011 åbnede en café i Aalborg med navnet "Ulla Terkelsen, London".
I 2003 modtog hun Årets Otto – hædersprisen i den danske tv-branche ved TV Prisen.